# Uxellodunum
Arar – Bibracte – Elsass – Axona - Sambre – Octodurum – Avaricum – Gergovia – Lutetia – Armançon – Alesia – Uxellodunum
Uxellodunum war eine antike Siedlung (oppidum) des keltischen Volkes der Kadurker in Gallien.
Uxellodunum war die letzte gallische Siedlung, die im Sommer des Jahres 51 v. Chr. von Gaius Iulius Caesar im Gallischen Krieg belagert und eingenommen wurde. Caesar ließ zu diesem Zweck das Wasser einer nahegelegenen Quelle umleiten.
Die Lage von Uxellodunum war lange Zeit umstritten: Einige Forscher lokalisierten den Platz bei Capdenac oder Luzech. Nach erneuten Ausgrabungsarbeiten im Jahr 2001 im Norden des Quercy ist man sich sicher, die antike Stätte entdeckt zu haben: Man identifiziert sie nun mit dem Puy d'Issolud, einem Tafelberg über dem Tal der Dordogne in der Nähe der heutigen Gemeinden Vayrac und Saint-Denis-lès-Martel im Département Lot – einem Platz, der den Archäologen schon seit dem 19. Jahrhundert bekannt ist. Hier wurden Siedlungsreste von der keltischen über die römische bis zur merowingischen Zeit gefunden.